# میگرن (فیلم)
میگرن فیلمی به کارگردانی و نویسندگی مانلی شجاعی‌فرد محصول سال ۱۳۹۰ است.

## خلاصه داستان
داستان این فیلم در یک آپارتمان چند طبقه می‌گذرد. در یکی از این خانه‌ها زن و مردی که با دشواری آپارتمانی را تهیه کرده‌اند، پس از تلاش‌های بسیار و پرداخت بدهی‌ها به منزل خود می‌آیند و در آنجا به همراه دو فرزند خود ساکن می‌شوند؛ اما مرد خانواده پس از مدتی از همسرش درخواست می‌کند منزلی را که به سختی تهیه کرده‌اند فروخته و در خارج از استان زندگی کنند…